# Gustav Sievers (Geologe)

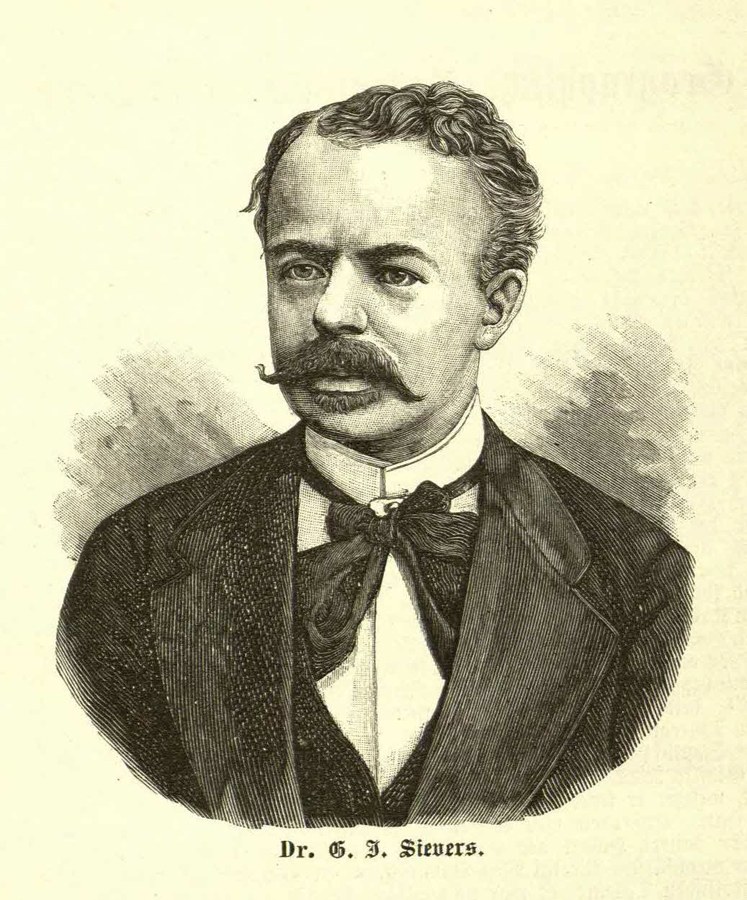
Gustav Sievers

Alfred Gustav Sievers (russisch Густав Иванович Сиверс; * 10. März 1843 in Sankt Petersburg; † 15. März 1898 ebenda) war ein russischer Forschungsreisender sowie Geologe und Entomologe. 
Gustav Sievers war der Sohn des aus Hamburg stammenden Sankt Petersburger Kaufmanns und Entomologen Johann Christoph Sievers (1805–1867). Er studierte an den Universitäten St. Petersburg, Heidelberg und Würzburg, promovierte zum Dr. phil., unternahm ab 1869 zusammen mit dem Geographen und Naturforscher Gustav Radde mehrere Reisen in den Kaukasus und begleitete 1872 den Topographen und Leiter der Topographischen Abteilung des Kaukasus Ieronim Ivanovich Stebnitzky (1832–1897) nach Teheran und in den transkaspischen Raum. Später wirkte er 16 Jahre als Sekretär des Großfürsten Nikolai Michailowitsch Romanow. 
Er war Mitglied der Russischen Entomologischen Gesellschaft.

## Schriften
- Verzeichniss der Schmetterlinge des St. Petersburger Gouvernements. In: Horae Societatis Entomologicae Rossicae, 2, 1863, S. 133–159 (biodiversitylibrary.org)
- Hugo Christoph †. In: Deutsche Entomologische Zeitschrift. Lepidoterologische Hefte, 7, 1894, S. 361–363 (zobodat.at [PDF])